# Ouacif
Ouacif (en kabyle: At Wasif, en Tifinagh: ⴰⵜ ⵡⴰⵙⵉⴼ, en arabe: واسيف ), anciennement Ouassif, est une commune de la wilaya de Tizi Ouzou, région de Kabylie, en Algérie. Ouacif est la commune chef-lieu de la daïra du même nom.
Aït Ouacif était aussi une tribu (kabyle: Ɛerc) qui appartenait aux Aït Betroun de la confédération des Zouaoua (Igawawen).

## Géographie

### Localisation
La commune de Ouacif se situe au sud de la wilaya de Tizi Ouzou et elle est délimitée :
- au nord, par la commune de Beni Yenni.
- à l'est par la commune d'Iboudraren.
- au sud, par la commune de Saharidj (wilaya de Bouira)
- à l'ouest par les communes d'Aït Toudert et d'Aït Boumahdi.

| Aït Toudert  | Beni Yenni                  | Beni Yenni et Iboudraren |
| Aït Toudert  | Ouacif                      | Iboudraren               |
| Aït Boumahdi | Saharidj (wilaya de Bouira) | Iboudraren               |

### Localités de la commune
Lors du découpage administratif de 1984, la commune d'Ouacif est composée des localités suivantes :
- Larbâa des Ouacifs (chef-lieu)
- Zahloune
- Bou Abderrahmane
- Aït Abbas
- Zoubga
- Tikidount
- Tikichourt
- Zaknoun
- Ait Sidi Athmane
- Tiguemounine

### Relief

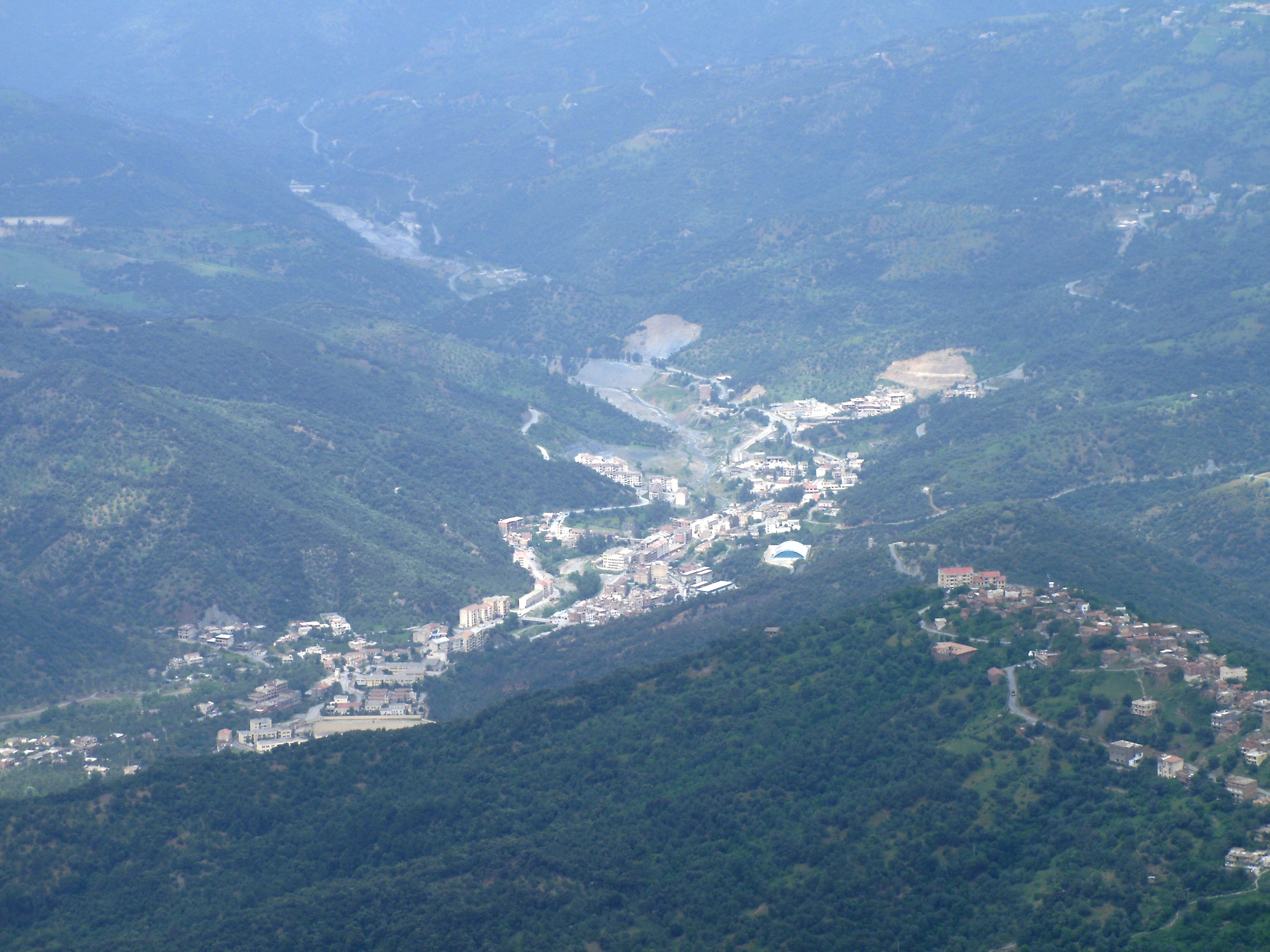
Vue de Ouacif depuis le Djurdjura

La commune se situe à flanc de la montagne du Djurdjura, culminant à 1 638 m, au lieu-dit Thaletat.  La commune tient d'ailleurs son nom de la rivière qui la traverse dans toute sa longueur.

### Démographie
La population est estimée à 10 313 habitants, selon les statistiques les plus récentes (2008).
Durant les années 1840, la tribu des Aït Ouacif était la plus densément peuplée de Kabylie avec 414 hab./km² (8 100 habitants sur 19,53 km²). Suite aux combats qui opposèrent les Kabyles à l'armée coloniale française, comme la bataille d'Icheriden en 1857 et la révolte des Mokrani de 1871, la Kabylie a vu sa population baisser drastiquement. Voici l'évolution démographique de la tribu des Aït Ouacif.
| 1840  | 1858  | 1868  | 1872  | 1950  |
| ----- | ----- | ----- | ----- | ----- |
| 8,100 | 2,722 | 5,532 | 4,749 | 8,013 |

Remarque : ce tableau représente l'évolution démographique seulement de la tribu des Aït Ouacif, et non pas la commune actuelle, qui manque deux villages de la tribu et inclut 3 villages d'une autre tribu (Aït Bou Akkach).

## Toponymie
Le nom de la commune provient de la tribu des Aït Ouacif. Aït Ouacif est composé de « Aït » et « Asif ». Le premier mot signifiant « les descendants de — », mais ça a aussi un autre sens : « ceux de — » ou bien « les gens de — », tandis que le deuxième mot signifie rivière. Et donc la significiation entière du nom est « les gens de la rivière ».
Durant l'époque française, le nom fut souvent orthographié sous la forme arabe de : « Beni Ouassif. »

## Origines
Selon la tradition orale des Aït Yenni, les Aït Ouacif et les Aït Yenni ont un ancêtre commun du nom de Aïssam, père de deux fils : Ouacif, ancêtre des Aït Ouacif, et Yenni, frère de Ouacif, qui fut ancêtre des Aït Yenni. Cependant, la signification du nom d'Aït Ouacif indique le pays que la tribu en question habite et non pas la descendance.

Selon le généalogiste andalou, Ibn Hazm, les Zouaoua, dont font partie les Ait Ouacif, sont des Berbères descendants des Kutama. Ibn Khaldoun reprit cette hypothèse, mais disait que les Zouaoua eux-mêmes se considèrent liés aux Zénètes par le sang. Voici un extrait de son livre :
« Les Zouaoua et les Zouagha, tribus sorties de la souche berbère d'El-Abter, sont les enfants de Semgan, fils de Yahya, fils de Dari, fils de Zeddjik (ou Zahhik), fils de Madghis-el-Abter. De toutes les tribus berbères, les parents les plus proches de celles-ci sont les Zenata, puisque Djana, l'ancêtre de ce peuple, fut frère de Semgan et fils de Yahya. C'est pour cette raison que les Zouaoua et les Zouagha se considèrent comme liés aux Zenata par le sang. »
Ibn Khaldoun ajoute aussi que la proximité du territoire des Zouaoua à celui des Kutama, ainsi que leur coopération avec cette tribu dans le but de soutenir la cause d'Ubayd Allah al-Mahdi (fondateur de la dynastie fatimide), est un fort témoignage en faveur de cette opinion.

## Histoire
Dans le passé, la tribu des Aït Ouacif appartenait aux Aït Betroun, avec les Aït Yenni, les Aït Boudrar, et les Aït Bou Akkach. Les Aït Betroun faisaient partie de la confédération des Zouaoua (Igawawen en kabyle), aux côtés de leurs voisins, les Aït Menguellet (région d'Aïn El Hammam, connue sous le nom de "Michelet").
La confédération des Zouaoua est une tribu importante de l'ancienne Kutama.

### Période turque

#### Conflit avec la Régence
En l'an 1746 ou 1747, les Ottomans sous le commandement du Bey Mohammed Ben Ali (surnommé « ed-Debbah », signifiant l’égorgeur) ont décidé faire soumettre les Aït Betroun, plus précisément, les Aït Ouacif. Le Bey tente d’enlever l'ancien marché de la tribu, qui n'existe plus maintenant, Souk es-Sebt, en passant par les Aït Sedka.
Dès le lendemain après son campement, il fut encerclé et assailli par les montagnards, accourus pour défendre leur territoire menacé. Les guerriers de la tribu formèrent autour de son campement une série d'embuscades. Malgré la position défavorable du Bey, il combattit vaillamment ses ennemis et s'en sort à Asif Ou Ghendjour (la rivière du Nez) pour incendier et détruire un moulin, et se trouva tout à coup cerné par ses ennemis. Ses troupes, après un vigoureux combat, parvinrent à se faire passage, mais c'était un piège des Kabyles. Les Kabyles laissent Mohammed s'engager dans un chemin étroit bordé d’un précipice, puis, tout à coup, saisies de frayeur, les troupes ottomanes se débandèrent et s'enfuirent avec une telle précipitation, qu'à l'endroit où le passage se rétrécit, dix-sept hommes du goum et autant de chevaux trouvèrent la mort. Cet endroit depuis est appelé Tamda el-Makhzen (le trou du Makhzen).

Lorsqu le Bey voyait que ses efforts étaient impuissants contre les Kabyles et qu’il était menacé de perdre toute son armée, il combattit en retraite. Vaincu par les armes, le Bey, désespéré de son insuccès, essaya un subterfuge pour intimider ses adversaires. Il leur envoya une certaine quantité de pain blanc, avec promesse que, s’ils se soumettent, ce pain deviendra leur nourriture de chaque jour. Les Kabyles ont répondu :
« Reporte au bey son pain blanc, et répète-lui que nous préférons notre piment rouge, qui fait circuler le sang plus vif dans nos veines et nous donne plus d'ardeur encore pour combattre l'étranger. »
Selon une autre version similaire du récit, les Kabyles lui adressèrent des beignets saupoudrés de ce poivre rouge dont la force est proverbiale, eu accompagnant leur envoi de ces paroles :
« Ces aliments, recouverts d'une forte couche de poivre qui brûle notre sang lorsque nous les mangeons, ravivent notre ardeur guerrière, notre haine pour l'étranger et nous donnent la force nécessaire pour les exterminer. »
Les Zouaoua proprement dits demeurent indépendants et ne payent aucun impôt, et nommaient leurs propres chefs.

#### Assemblée des Aït Betroun
Après la défaite des forces Ottomanes face aux Zouaoua et autres tribus de la Grande Kabylie, ils ne vont plus jamais essayer de les soumettre. Deux ou trois ans après la victoire des Aït Ouacif contre les Ottomans, une assemblée a eu lieu dans le territoire de la tribu des Aït Ouacif entre les marabouts (saints) des tribus des Aït Betroun, incluant une tribu disparue peu après, les Aït Ou Belkacem. Dans une traduction du manuscrit original en arabe, il est écrit ainsi :
Tout le monde se plaignait d'un état des choses dommageables, source de discordes, de troubles et de conflits dans les villages, les tribus et la confédération des Béni Betroun. L'assemblée générale prononça donc, à l'unanimité des voix :
1. L'exhérédation de la femme;
2. L'extinction du droit de retrait sur les biens immobilisés;
3. L'extinction du droit de préemption pour les filles, les sœurs et les orphelins;
4. La déchéance du droit au don nuptial pour la femme répudiée, ou veuve.

Les Aït Betroun n'ont pas été les seuls à appliquer ces lois. D'autres tribus kabyles, comme les Aït Fraoussen et les Aït Iraten, et leurs alliés, les Aït Sedka, ont pris la même décision, même si ça contredit la Charia, la loi islamique. Le but de cette loi est d'éviter les étrangers, même quand il s'agit des Kabyles d'autres tribus, d'avoir des terres ou d'autres possessions dans les villages locaux.

#### Consolidation du territoire des Aït Ouacif
À l'origine, la tribu des Aït Ouacif comprenait 5 villages au lieu de 7 : Aït Abbès, Zoubga, Aït Bou Abderrahmane, Tikidount et Tikichourt.
Avant et durant l'assemblée de 1749, la confédération des Aït Betroun avait cinq tribus au lieu de quatre, dont une est maintenant disparue, c'était la tribu des Aït Ou Belkacem. Cette dernière tribu comprenait quatre villages : Taourirt el-Ḥadjadj (anciennement appelé Takhabit), Tassaft Ouguemoun, Aït Rbaḥ et Aït Ali Ou Harzoun. Tous ces villages ont été absorbés par les tribus voisines à une date inconnue, mais bien après l'assemblée de 1749 durant une guerre tribale interne, car la tribu fut mentionnée dans le manuscrit de l'exhérédation de la femme. Les Aït Yenni ont pris Taourirt el-Hadjadj (Takhabit), les Aït Boudrar ont pris Aït Ali Ou Harzoun, Aït Rbaḥ et Tassaft Ouguemoun, mais les deux derniers ont été repris par les Aït Ouacif.

## Langue
La commune des Ouacifs est une région entièrement berbérophone, habitée par les Kabyles depuis les temps anciens. Le dialecte de la région est plus similaire à celui d'Aït Yenni et d'Ain El Hammam. Le dialecte local se caractérise par la non prononciation du son [ ع ] tout en le remplaçant par le son [ a ]

## Économie
L'économie de la commune est essentiellement agricole. L'élevage est l'activité agricole la plus importante. Le cheptel est composé de bovins, dont la plupart des têtes sont élevées pour la production laitière ou la viande. On y élève également des chèvres et des moutons. Le village Bouabdarrahmane est réputé pour ses fromages (Reblochon, Tomme, Bleu...) fabriqués par la fromagerie Saint-Amour.

## Personnalités liées à la commune
- Atmani, chanteur, musicien, auteur-compositeur-interprète .

- Colonel Amirouche Aït Hamouda, révolutionnaire algérien, chef de la Wilaya III.
- Mohand Idir Aït Amrane, écrivain algérien.
- Djaffar Benmesbah, peintre algérien.
- Moussa Saib, footballeur international algérien, joueur de la JS Kabylie.
- Djamel Menad, footballeur international algérien, joueur de la JS Kabylie.